# William Shea (réalisateur)
Pour les articles homonymes, voir William Shea et Shea.
William Shea est un monteur et réalisateur canadien, né le 16 avril 1893 à Hamilton (Ontario), mort le 29 septembre 1961 à Los Angeles (Californie).

## Biographie
Installé aux États-Unis, William Shea débute comme monteur à Hollywood sur Children of the Feud de Joseph Henabery (avec Dorothy Gish) et The Americano de John Emerson (avec Douglas Fairbanks et Alma Rubens), tous deux sortis en 1916 — à noter que ses six films muets suivants (1917-1919) ont également pour vedette Fairbanks —. Parmi ses cinq derniers films muets, sortis en 1928, citons Crépuscule de gloire de Josef von Sternberg, avec Emil Jannings et Evelyn Brent.
Son premier film parlant est The Canary Murder Case de Malcolm St. Clair et Frank Tuttle, avec William Powell et Louise Brooks, sorti en 1929. Par la suite, mentionnons Désir de Frank Borzage (1936, avec Marlène Dietrich et Gary Cooper), Ange (1937, avec Marlène Dietrich et Herbert Marshall), La Huitième Femme de Barbe-Bleue (1938) et Illusions perdues (1941, avec Merle Oberon et Melvyn Douglas), tous trois réalisés par Ernst Lubitsch, ou encore L'Or et les Femmes de Sidney Lanfield (1945, avec Veronica Lake et Sonny Tufts). En tout et jusqu'en 1958, il assure le montage de plus de soixante-dix films américains.
Sa dernière contribution comme monteur est pour l'épisode pilote de la série télévisée Monsieur Ed, le cheval qui parle, diffusé en 1958, année où il se retire.
Par ailleurs, William Shea réalise trois courts métrages musicaux, les deux premiers sortis en 1944, le dernier (dont il est aussi monteur) en 1945.

## Filmographie

### Au cinéma

#### Comme monteur (sélection)

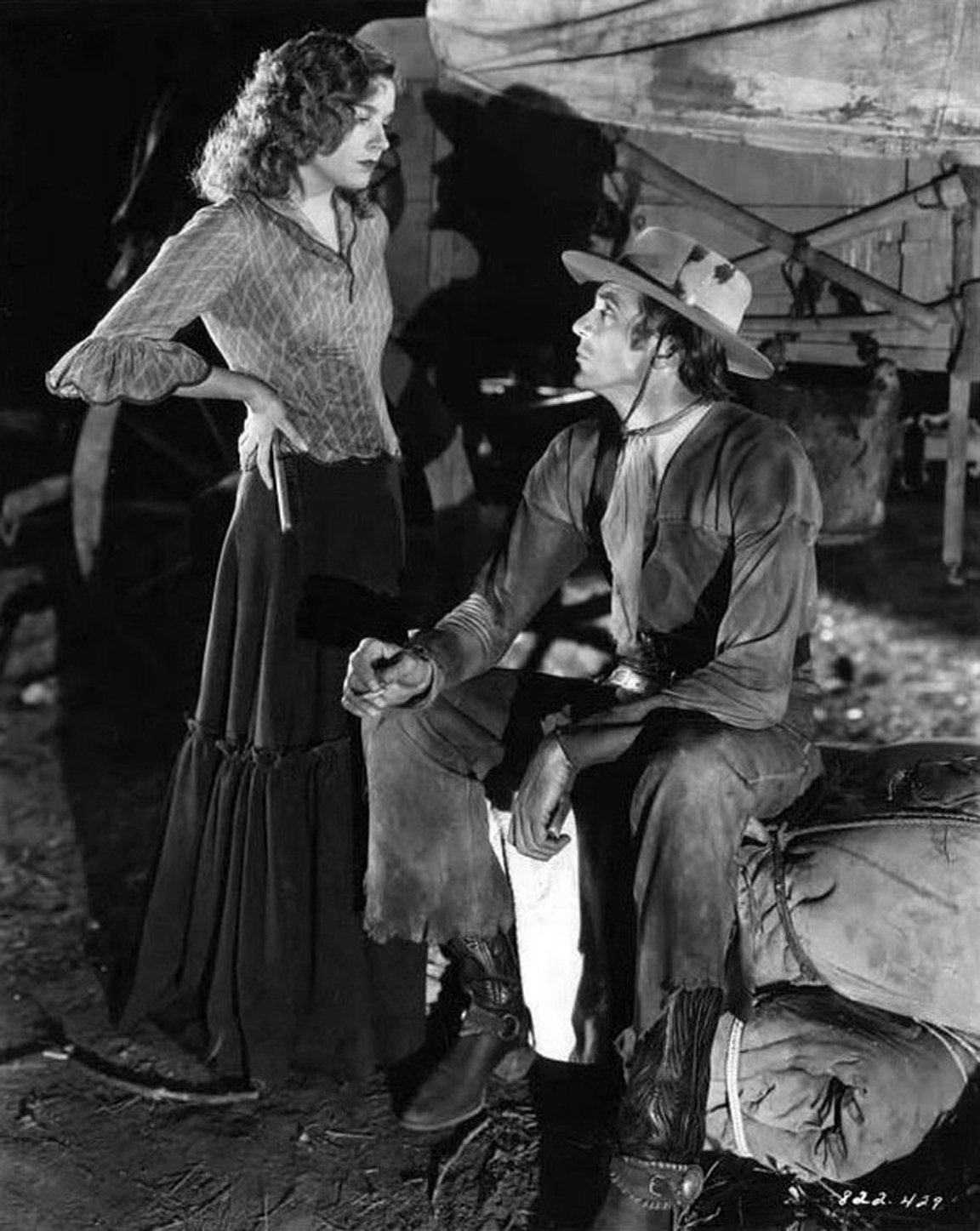
Lili Damita et Gary Cooper, dans L'Attaque de la caravane (1931)

- 1916 : Children of the Feud de Joseph Henabery
- 1916 : L'Américain (The Americano) de John Emerson
- 1917 : Le Sauveur du ranch de Joseph Henabery
- 1917 : Douglas le nouveau D'Artagnan (A Modern Musketeer) de Allan Dwan
- 1919 : Douglas brigand par amour (The Knickerbocker Buckaroo) de Albert Parker
- 1919 : La Sacrifiée (Her Kingdom of Dreams), de Marshall Neilan
- 1921 : Courage de Sidney Franklin
- 1928 : Deux Honnêtes Fripouilles (Partners in Crime) de Frank R. Strayer
- 1928 : Les hommes préfèrent les blondes (Gentlemen Prefer Blondes) de Malcolm St. Clair
- 1928 : Crépuscule de gloire (The Last Command) de Josef von Sternberg
- 1929 : Le Meurtre du canari (The Canary Murder Case) de Malcolm St. Clair et Frank Tuttle
- 1929 : Le Virginien (The Virginian) de Victor Fleming
- 1931 : Les Carrefours de la ville (City Streets) de Rouben Mamoulian
- 1931 : L'Attaque de la caravane (Fighting Caravans) d'Otto Brower et David Burton
- 1931 : Docteur Jekyll et M. Hyde (Dr. Jekyll and Mr. Hyde) de Rouben Mamoulian
- 1932 : Une heure près de toi (One Hour with You) d'Ernst Lubitsch et George Cukor
- 1932 : Aimez-moi ce soir (Love Me Tonight) de Rouben Mamoulian
- 1934 : Petite Miss (Little Miss Marker) d'Alexander Hall
- 1935 : Les Ailes dans l'ombre (Wings in the Dark) de James Flood
- 1935 : Jeux de mains (Hands Across the Table) de Mitchell Leisen
- 1935 : Qui ? (College Scandal) d'Elliott Nugent
- 1936 : Désir (Desire) de Frank Borzage
- 1936 : Hollywood Boulevard de Robert Florey
- 1937 : Ange d'Ernst Lubitsch
- 1938 : La Huitième Femme de Barbe-Bleue (Bluebeard's Eighth Wife), d'Ernst Lubitsch
- 1938 : Give Me a Sailor d'Elliott Nugent
- 1939 : St. Louis Blues de Raoul Walsh
- 1939 : What a Life de Theodore Reed
- 1940 : Passion sous les tropiques (Victory) de John Cromwell
- 1941 : Glamour Boy de Ralph Murphy
- 1941 : Illusions perdues (That Uncertain Feeling) de Ernst Lubitsch
- 1942 : Espionne aux enchères (The Lady Has Plans) de Sidney Lanfield
- 1942 : La Blonde de mes rêves (My Favorite Blonde) de Sidney Lanfield
- 1943 : Dixie d'A. Edward Sutherland
- 1944 : L'amour cherche un toit (Standing Room Only) de Sidney Lanfield
- 1945 : L'Or et les Femmes (Bring on the Girls) de Sidney Lanfield
- 1945 : Sa dernière course (Salty O'Rourke) de Raoul Walsh
- 1946 : Champagne pour deux (The Well-Groomed Bride) de Sidney Lanfield
- 1947 : Les Corsaires de la terre (Wild Harvest) de Tay Garnett
- 1948 : Trafic à Saïgon (Saigon) de Leslie Fenton
- 1956 : The Peacemaker (en) de Ted Post
- 1958 : She Demons de Richard E. Cunha

#### Comme réalisateur (intégrale)
(courts métrages musicaux)
- 1944 : Fun Time, avec Mabel Paige, Yvonne De Carlo
- 1944 : Bonnie Lassie, avec Joan Woodbury, Mary Gordon
- 1945 : Isle of Tabu, avec Anthony Caruso, Pedro de Cordoba (+ monteur)

### À la télévision (intégrale)
(comme monteur)
- 1958 : Monsieur Ed, le cheval qui parle (Mister Ed)
  - Saison 1, épisode pilote The Wonderful World of Wilbur Post d'Arthur Lubin